# Ivano Maffei
Ivano Maffei (San Miniato Basso, 24 settembre 1958) è un ex ciclista su strada e pistard italiano.

## Carriera
Nato nel 1958 a San Miniato Basso, frazione di San Miniato, in provincia di Pisa, nel 1976 è campione mondiale juniores nella cronometro a squadre a Liegi, insieme a Corrado Donadio, Gianni Giacomini e Alessandro Primavera; nello stesso anno conquista la classifica generale del Giro della Lunigiana.
Da dilettante, tra le altre vittorie, conquista il Gran Premio Sportivi di Poggio alla Cavalla nel 1978 con la G.S. Essebi-Colnago, e il Giro del Casentino, la Coppa Cicogna e la Coppa Mobilio Ponsacco nel 1980 con la G.S. Del Tongo. Dal 1978 al 1981, con l'unica eccezione del 1980, partecipa ai Mondiali, sempre nella cronosquadre Dilettanti, arrivando sesto a Nürburg 1978, settimo a Valkenburg 1979 e quinto a Praga 1981. Nel 1979 è stato invece medaglia d'oro ai Giochi del Mediterraneo a Spalato, sempre nella cronosquadre, con Mauro De Pellegrin, Gianni Giacomini e Alberto Minetti. Nel 1978 era stato medaglia di bronzo nella corsa in linea ai campionati mondiali militari.
A 21 anni prende parte ai Giochi olimpici di Mosca 1980, sia su strada che su pista, terminando quinto nella cronometro a squadre insieme a Mauro De Pellegrin, Gianni Giacomini e Alberto Minetti, con il tempo di 2h04'36"2, e chiudendo quarto nell'inseguimento a squadre con Pierangelo Bincoletto, Guido Bontempi e Silvestro Milani. Nell'inseguimento il quartetto azzurro passa le qualificazioni con il terzo tempo, elimina la Francia ai quarti di finale, ma perde contro la Germania Est (poi argento) in semifinale e contro la Cecoslovacchia nella finale per la medaglia di bronzo.
Nel 1982, a 24 anni, Maffei passa professionista con la Del Tongo; l'anno dopo si trasferisce alla Dromedario, ma al termine della stagione dà l'addio al professionismo.

## Palmarès
- 1976 (Juniores)

Classifica generale Giro della Lunigiana
- 1977 (dilettanti)

Gran Premio La Torre
- 1978 (dilettanti)

Gran Premio Sportivi di Poggio alla Cavalla
Trofeo dell'Unità
- 1980 (dilettanti)

Giro del Casentino
Gran Premio Comune di Cerreto Guidi
Coppa Cicogna
Coppa Mobilio Ponsacco
- 1981 (dilettanti)

Gran Premio Città di Vinci

## Piazzamenti

### Competizioni mondiali
- Campionati del mondo

Liegi 1976 - Cronometro a squadre Juniores: vincitore
Nürburg 1978 - Cronometro a squadre: 6º
Valkenburg 1979 - Cronometro a squadre: 7º
Praga 1981 - Cronometro a squadre: 5º
- Giochi olimpici

Mosca 1980 - Cronometro a squadre: 5º
Mosca 1980 - Inseguimento a squadre: 4º